# ماريو غويلوتي
ماريو غويلوتي (مواليد 20 مايو 1946) هو ملاكم أرجنتيني، مثّل بلاده في الألعاب الأولمبية الصيفية 1968 وحقق الميدالية البرونزية في فئة وزن الويلتر.

## روابط خارجية
- ماريو غويلوتي على موقع بوكس ريك (الإنجليزية) (registration required)
- ماريو غويلوتي على موقع اللجنة الأولمبية الدولية (الإنجليزية)
- ماريو غويلوتي على موقع أوليمبيديا (الإنجليزية)